# Фечау
Фечау (нім. Vetschau), також Ветошов (н.-луж. Wětošow) — місто в Німеччині, розташоване в землі Бранденбург. Входить до складу району Верхній Шпревальд-Лаузіц.
Площа — 110,22 км2. Населення становить 7862 ос. (станом на 31 грудня 2020 року).

## Демографія
- Динаміка населення з 1875 року в сучасних кордонах (Синя лінія: населення; Пунктир: відносна порівняльна динаміка населення землі Бранденбург; Сірий фон: період Третього рейху; Помаранчевий фон: період НДР)
- Динаміка населення (синя лінія) та прогноз

## Галерея

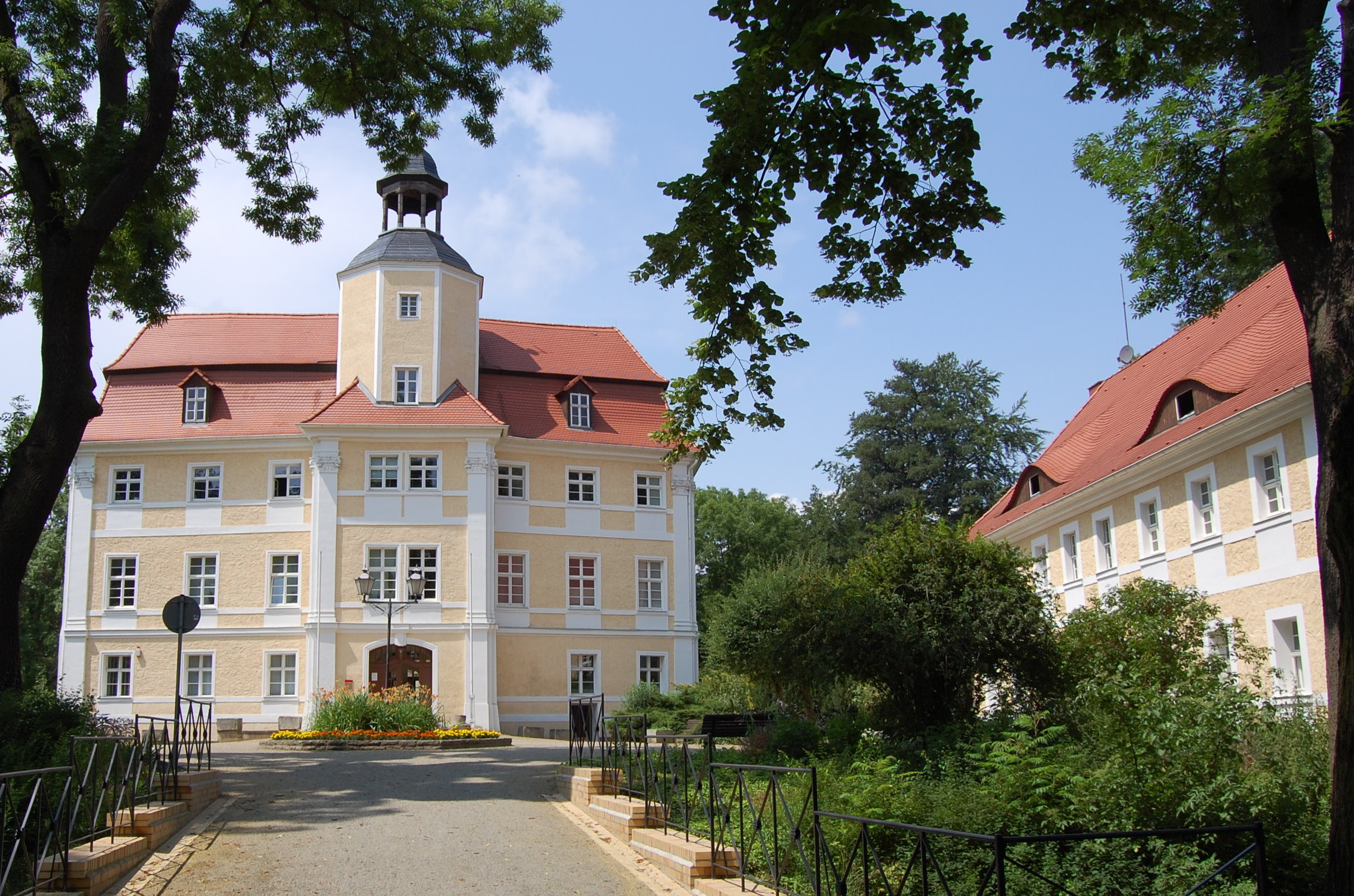
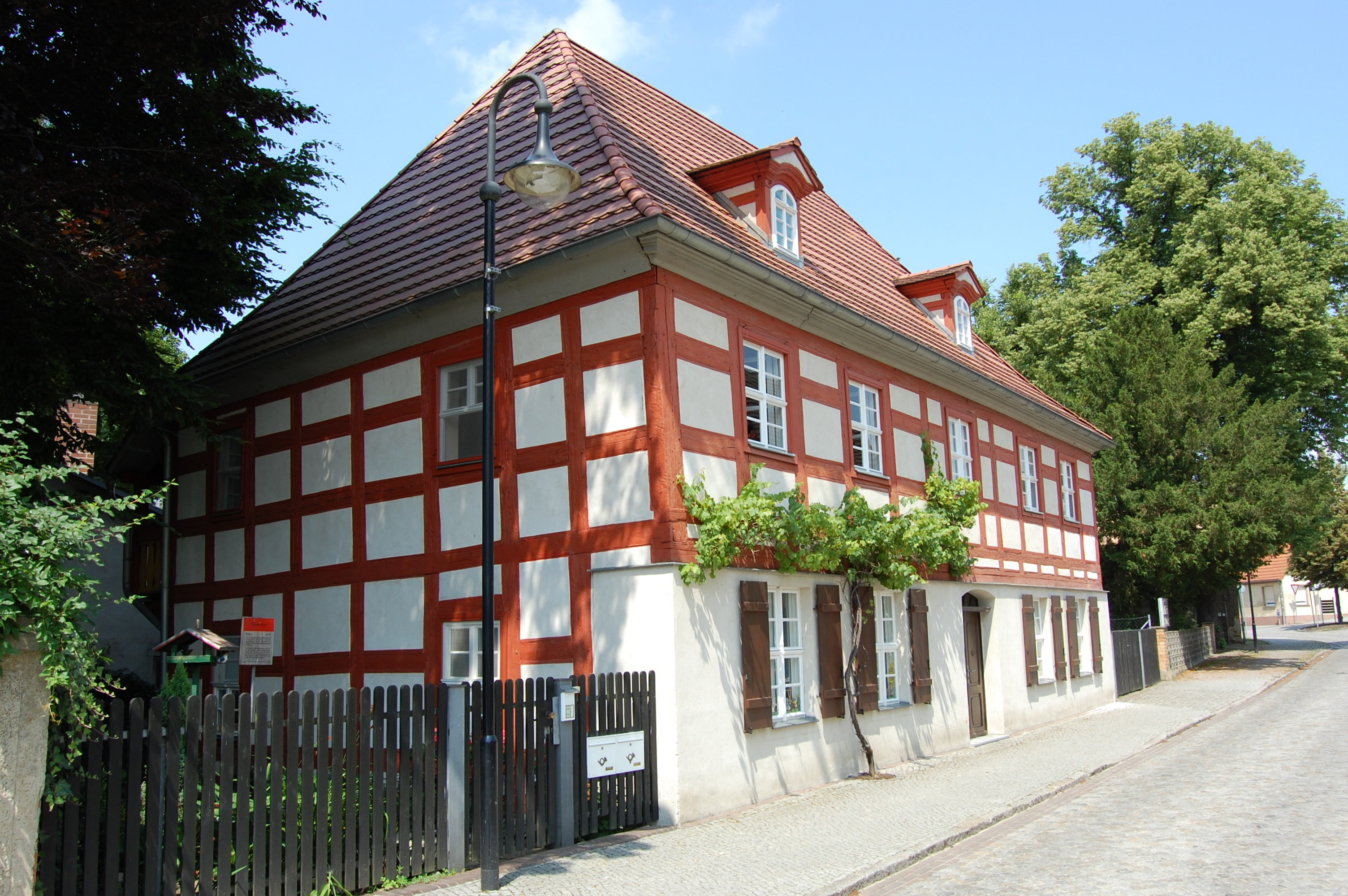
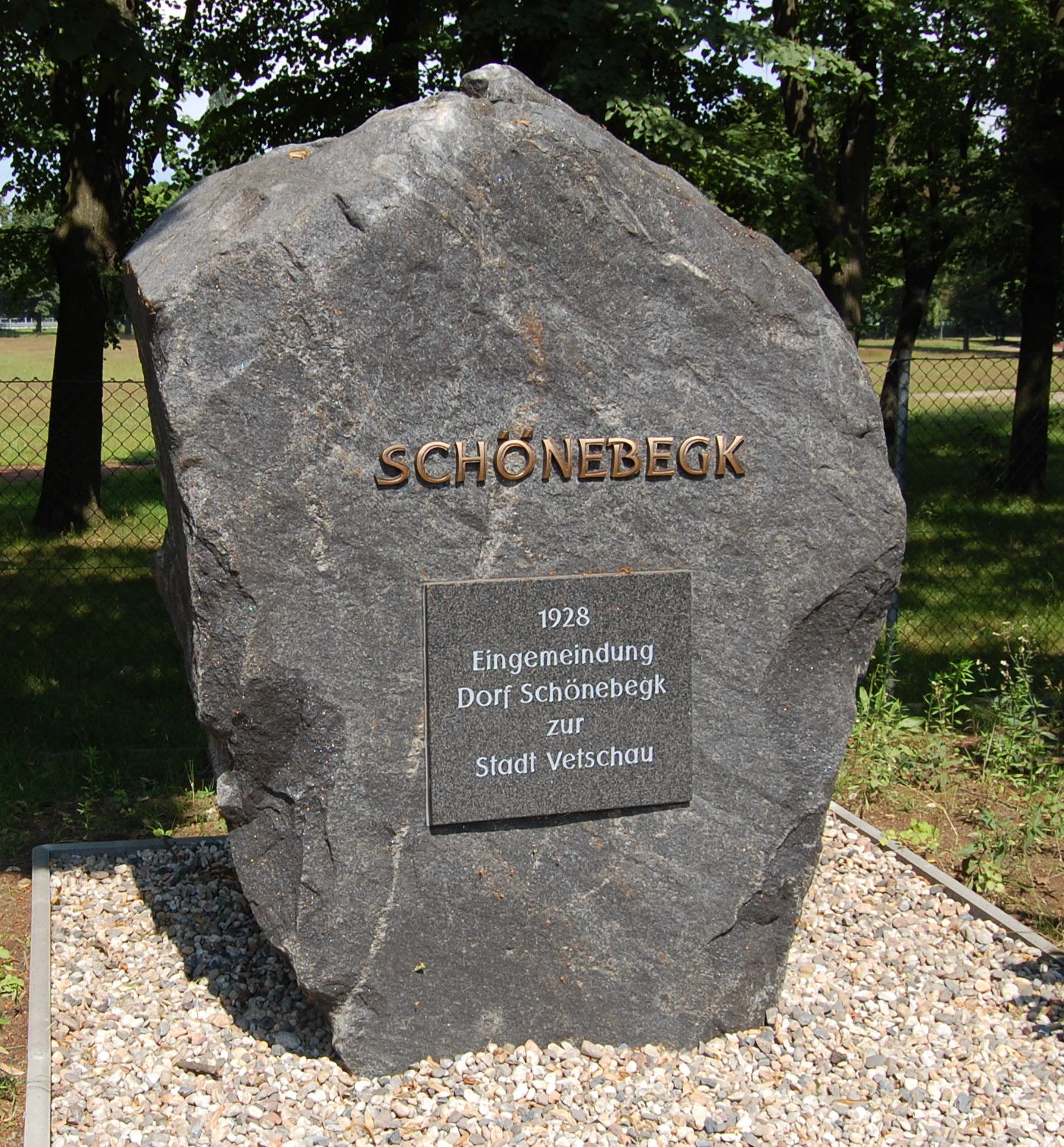
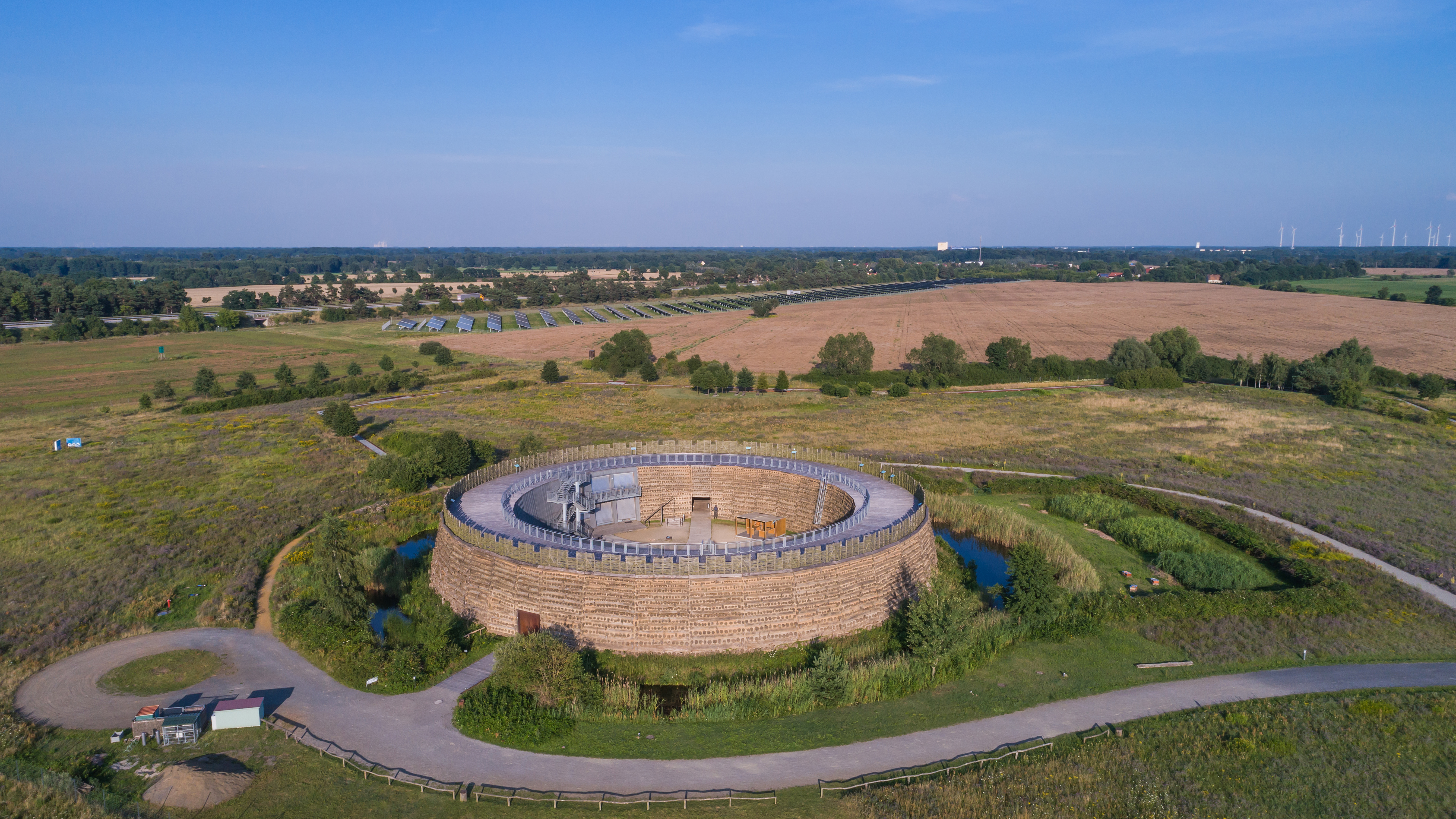
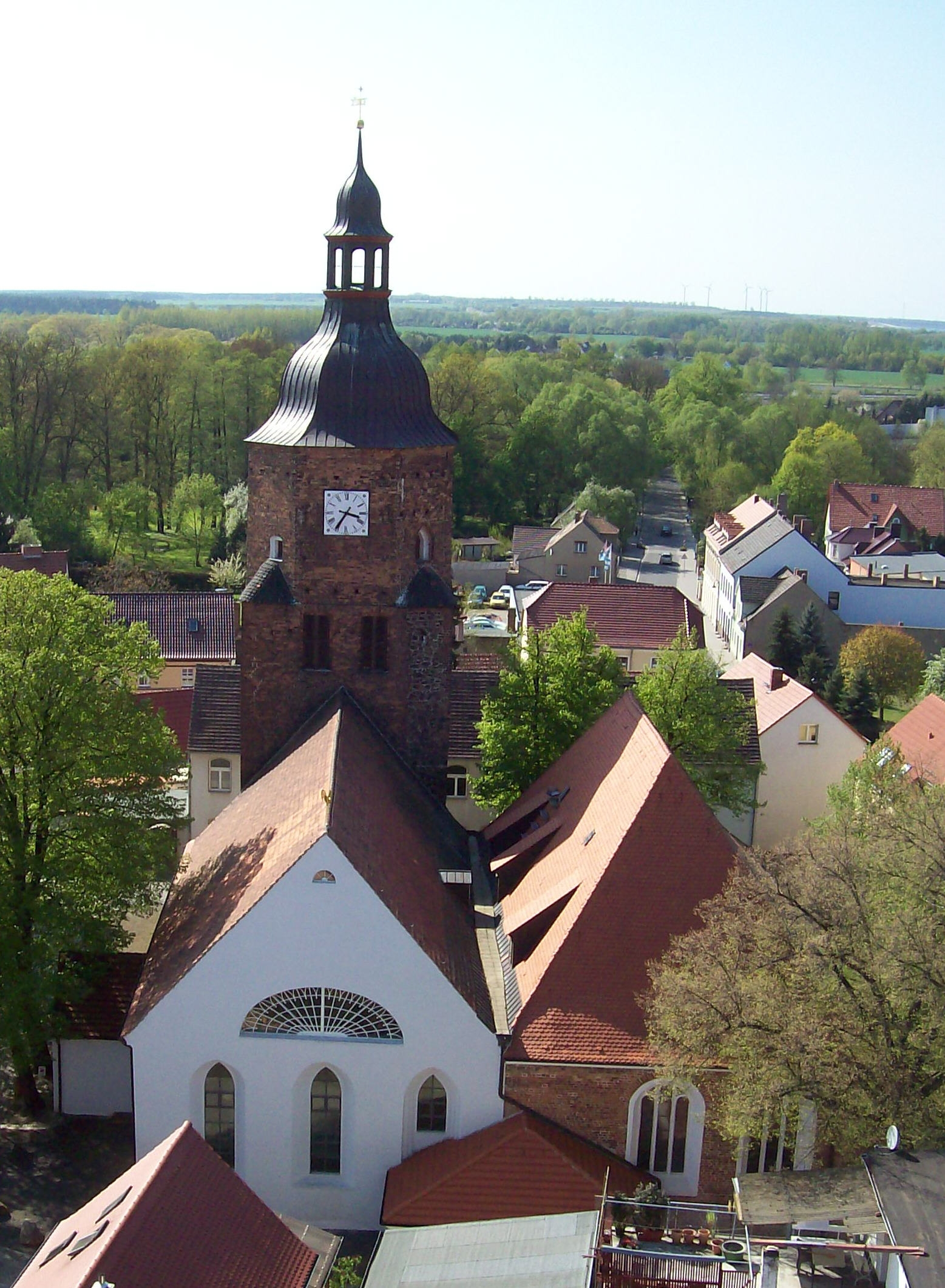
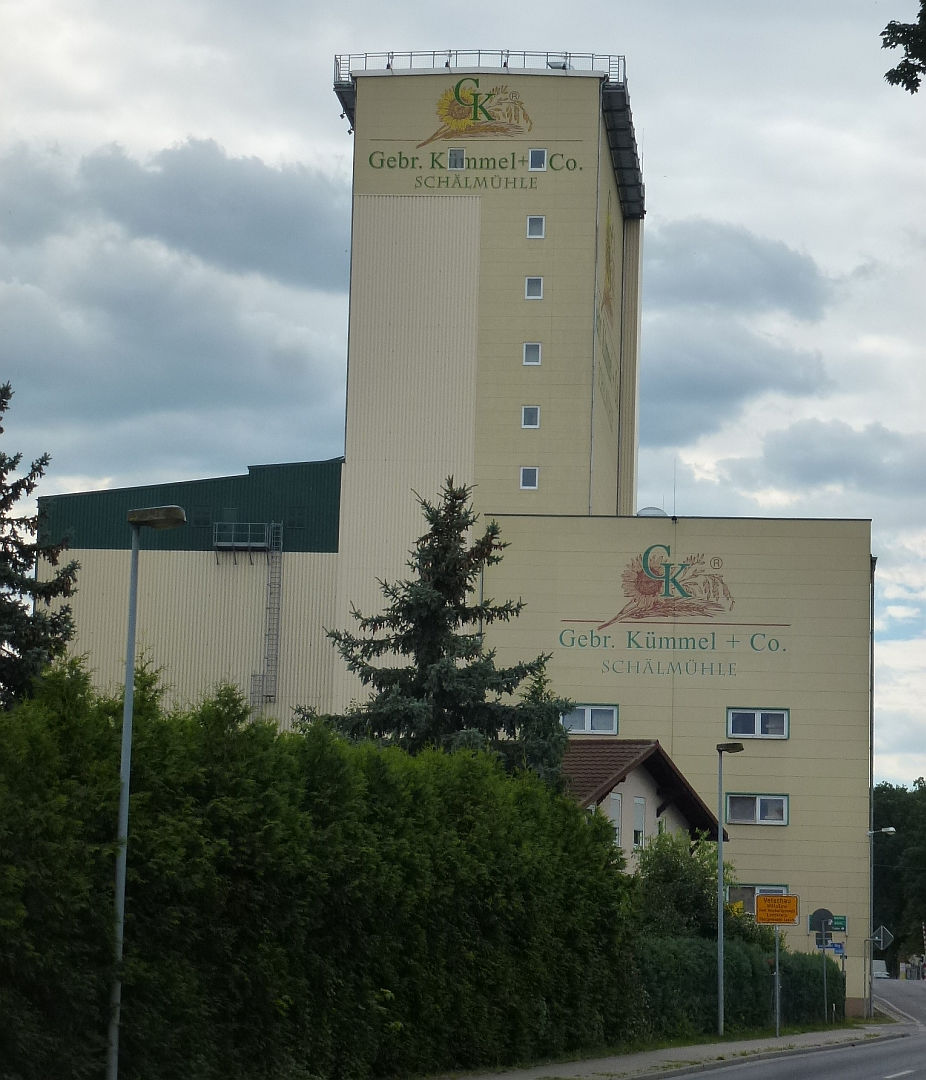